# Malački sultanat
Malački sultanat (Kesultanan Melayu Melaka; javansko pismo: کسلطانن ملايو ملاک) bio je Malajski sultanat centriran u današnjoj državi malaka, Malezija. Konvencionalna istorijska teza obeležava osnivanje sultanata od strane malajskog Raža od Singapura (kralja Singapura), Paramesvara, poznatog i kao Iskandar Šah, oko 1400. godine.‍:245–246 Na vrhuncu moći sultanata u 15. veku, njegova prestonica je izrasla u jednu od najvažnijih luka svog vremena. Teritorije sultanata su pokrivale veći deo Malajskog poluostrva, ostrva Rijau i značajan deo severne obale Sumatre u današnjoj Indoneziji.
Počevši kao popularna međunarodna trgovačka luka, Malaka se vremenom pojavila kao centar za islamsko učenje i deseminaciju, i podstakla je razvoj malajskog jezika, književnosti i umetnosti. To je označio zlatno doba Malajskog sultanata u arhipelagu, u kojem je klasični malajski postao lingua franca pomorske jugoistočne Azije, a javansko pismo je glavni medijum za kulturnu, religijsku i intelektualnu razmenu. Kroz ova intelektualna, duhovna i kulturna dešavanja, malakansko doba je osvedočilo razoj kulture malajskog identiteta, malezaciju regiona i naknadno formiranje malajskog sveta.
Godine 1511. glavni grad Malaka pao je pod Portugalsko carstvo, što je primoralo poslednjeg sultana Mahmuda Šaha (r. 1488–1511) da se povuče u udaljene delove svoje imperije, gde je njegovo potomstvo osnovalo nove vladajuće dinastije, Džohor i Perak. Politička i kulturna baština sultanata zadržana je do danas. Vekovima se Malaka održala kao primer malajsko-muslimanske civilizacije. Oni su uspostavili sisteme trgovine, diplomatije i vladavine koji su postojali i tokom znatnog dela 19. veka; oni su uveli koncepte kao što je daulat - izrazito malajski pojam suvereniteta - koji i dalje oblikuje savremeno razumevanje Malajskog kraljevstva. Pad Malake iskoristio je Brunej, te su njegove luke postale novo trgovinsko središte, pošto je kraljevstvo oformilo kao novo muslimansko carstvo u Malajskom arhipelagu nakon konverzije Brunejskog vladara u islam, što je privuklo mnoge muslimanske trgovce izbegle od portugalske okupacije.

## Literatura
- A. Samad, Ahmad (1979), Sulalatus Salatin (Sejarah Melayu), Dewan Bahasa dan Pustaka, ISBN 983-62-5601-6, Архивирано из оригинала 12. 10. 2013. г.
- Abdul Rahman, Haji Ismail; Abdullah Zakaria, Ghazali; Zulkanain, Abdul Rahman (2011), A New Date on the Establishment of Melaka Malay Sultanate Discovered, Institut Kajian Sejarah dan Patriotisme ( Institute of Historical Research and Patriotism )
- Abshire, Jean E. (2011), The History of Singapore, Greenwood, ISBN 978-0-313-37742-6
- Ahmad Ibrahim; Sharon Siddique; Yasmin Hussain (1985), Readings on Islam in Southeast Asia, Institute of Southeast Asian Studies, ISBN 9971-988-08-9
- Ahmad Sarji, Abdul Hamid (2011), The Encyclopedia of Malaysia, 16 - The Rulers of Malaysia, Editions Didier Millet, ISBN 978-981-3018-54-9
- Andaya, Barbara Watson; Andaya, Leonard Yuzon (1984), A History of Malaysia, London: Palgrave Macmillan, ISBN 0-333-27672-8
- Barnard, Timothy P. (2004), Contesting Malayness: Malay identity across boundaries, Singapore: Singapore University press, ISBN 9971-69-279-1
- Buyers, Christopher, The Ruling House of Malacca – Johor, Приступљено 4. 10. 2012
- Borschberg, Peter (2010), The Singapore and Melaka Straits. Violence, Security and Diplomacy in the 17th Century, Singapore: National University of Singapore Press, ISBN 978-9971-69-464-7
- Borschberg, Peter (2008), Water and State in Asia and Europe, New Delhi: Manohar, ISBN 81-7304-776-6
- Borschberg, Peter (2019), The Melaka Empire, c.1400-1528, Leiden: Brill, ISBN 978-90-04-40766-4
- Chase, Kenneth Warren (2003), Firearms: a global history to 1700, Cambridge University Press, ISBN 0-521-82274-2
- Cohen, Warren I. (2000), East Asia at the center: four thousand years of engagement with the world, Columbia University Press, ISBN 0-231-10109-0
- Cortesao, Armando (1990), The Suma Oriental of Tome Pires, 1512–1515, Laurier Books Ltd, ISBN 978-81-206-0535-0
- Description of the Starry Raft (1436) Xin Cha Shen Lan 星槎勝覽
- Dodge, Ernest S. (1976), Islands and Empires: Western Impact on the Pacific and East Asia, Volume 7 of Europe and the World in Age of Expansion, University of Minnesota Press, ISBN 0-8166-0853-9
- Esposito, John L (1999), The Oxford History of Islam, New York: Oxford University Press, ISBN 978-81-206-0535-0
- Fujian Sheng (2005), Zheng He's Voyages Down the Western Seas, Beijing: China Intercontinental Press, ISBN 978-7-5085-0708-8
- Guillot, C.; Lombard, Denys; Ptak, Roderich (1998), From the Mediterranean to the China Sea: miscellaneous notes, Otto Harrassowitz Verlag, ISBN 3-447-04098-X
- Hack, Karl; Rettig, Tobias (2006), Colonial armies in Southeast Asia, Routledge, ISBN 978-0-415-33413-6
- Hao, Zhidong (2011), Macau History and Society, Hong Kong: Hong Kong University Press, ISBN 988-8028-54-5
- Latourette, Kenneth Scott (1964), The Chinese, their history and culture, Volumes 1–2, Macmillan, ISBN 978-0-02-568920-6
- Leyden, John (1821), Malay Annals (translated from the Malay language), Longman, Hurst, Rees, Orme and Brown
- Li, Qingxin (2006), Maritime silk road, China Intercontinental Press, ISBN 978-7-5085-0932-7
- Liow, Joseph Chinyong (2004), The Politics of Indonesia-Malaysia Relations: One Kin, Two Nations, Routledge, ISBN 978-0-415-34132-5
- Mohamed Anwar, Omar Din (2011), Asal Usul Orang Melayu: Menulis Semula Sejarahnya (The Malay Origin: Rewrite Its History), Jurnal Melayu, Universiti Kebangsaan Malaysia, Приступљено 4. 6. 2012
- Ooi, Keat Gin (2004), Southeast Asia: a historical encyclopedia, from Angkor Wat to East Timor, ABC-CLIO, ISBN 1-57607-770-5
- Ooi, Keat Gin (2009), Historical Dictionary of Malaysia, Scarecrow Press, ISBN 978-0-8108-5955-5
- Perpustakaan Negara Malaysia (2000), Nation's History - Ancient Malay Government, Архивирано из оригинала 24. 3. 2012. г., Приступљено 4. 10. 2012
- Reid, Anthony; Marr, David (1991), Perceptions of the past in Southeast Asia, MacMillan, ISBN 0-333-57689-6
- Ricklefs, M.C. (1979), A History of Modern Indonesia Since c.1300, 2nd Edition, Publisher: Heinemann Educational Books, ISBN 978-0-7081-1760-6
- Sabrizain, Sejarah Melayu - A History of The Malay Peninsula, Приступљено 4. 10. 2012
- Tsang, Susan; Perera, Audrey (2011), Singapore at Random, Didier Millet, ISBN 978-981-4260-37-4
- Wade, Geoff (2005), Southeast Asia in the Ming Shi-lu: an open access resource, Asia Research Institute and the Singapore E-Press, National University of Singapore, Приступљено 6. 11. 2012